# Justine Blave
Justine Blave (22 september 1991) is een Belgisch voetbalspeelster.
In 2000 begon Blave als jeugdspeler bij FC Saint-Michel.
In 2005 kwam Blave uit voor de vrouwenvoetbalclub Fémina White Star Woluwe. Na drie seizoenen stapte ze over naar Standard Luik, waar ze vijf seizoenen bleef spelen. Daarna ging ze naar RSC Anderlecht, om vier seizoenen later naar Standard Luik terug te keren. In seizoen 2020–21 komt ze uit voor Eendracht Aalst, dat gepromoveerd is naar de Super League.

## Statistieken
| Seizoen | Club            | Land   | Competitie   | Wedstrijden | Doelpunten |
| ------- | --------------- | ------ | ------------ | ----------- | ---------- |
| 2012/13 | Standard Luik   | België | BEL          | 1           | 0          |
| 2013/14 | Anderlecht      | België | BEL          | 26          | 1          |
| 2014/15 | Anderlecht      | België | BEL          | 24          | 2          |
| 2020/21 | Eendracht Aalst | België | Super League | –           | –          |
| Totaal  | Totaal          | Totaal | Totaal       | –           | –          |

Laatste update: september 2020

## Interlands
Blave speelde in 2017 in de kwalificatieronden van de Champions League.

## Privé
In seizoen 2020–21 koos ze voor Eendracht Aalst om dichter bij huis te kunnen trainen en spelen.